# Občina Divača
Občina Divača je ena od občin v Republiki Sloveniji s središčem v Divači, drugo največje naselje pa so Senožeče.

## Zgodovinski razvoj

### Pred prvo svetovno vojno
Divača je sprva spadala pod občino Naklo, od katere se je želela odcepiti že leta 1885, ponovno pa leta 1909, vendar pa pri tem ni bila uspešna, saj se Naklo ni želelo odpovedati kraju, od katerega prejema več kot polovico prihodkov. Poleg tega je spadala tudi v sodni okraj Sežana.
S spremembo trase ceste Dunaj-Trst ter z izgradnjo železnice leta 1857, je Divača postala pomembno prometno vozlišče. Železnica je močno vplivala na podobo kraja, ki se je povečal, njegova kmečka podoba pa je počasi izginjala, saj se je večina prebivalstva zdaj zaposlila pri železnici. Slaba stran železniške proge pa je bil začetek propadanja furmanstva in forajtarstva (prevpreganje konj). Domačini so namreč v Trst tovorili butare vejevja za peke, seno, gnoj, zemljo, pesek in led.
Šolo je Divača dobila leta 1896, vodovod pa je bil zgrajen skupaj z železnico. Zaradi furmanstva je imel kraj veliko gostiln, vendar pa dolgo ni imel trgovine. Leta 1911 se je v kraju nahajalo devet gostiln, dva vinotoča, štiri trgovine z mešanim blagom, pošta, železniška postaja, mesnica in sejem, na katerem so kramarji prodajali razne stvari, od kmečkega orodja in živine do slaščic. V tem obdobju so tu živeli jusarji - ljudje, ki so posedovali občinske pašnike, goličave in goščave, ukvarjali pa so se tudi z obrtjo, v lasti so imeli gostilne in trgovine, imeli pa so tudi pravico oddajati v najem stojnice kramarjem na sejmu.

### Divača med obema vojnama
Divača je po prvi svetovni vojni pristala pod Italijo. S tem se je ustavil tudi dotedanji gospodarski razvoj kraja. Zaradi kaosa, ki je nastal po koncu vojne, je bila ustanovljena Narodna straža, ki pa zaradi svoje maloštevilnosti ni mogla vzpostaviti reda. Italijani so v Divačo prišli 12. novembra 1918 in so z domačini sprva ravnali vljudno, v letu 1919 so jim brezplačno razdelili 160 kg bele moke ter dovolili obnovitev telovadnega društva Sokol, v okviru katerega je sta delovala tudi pevski zbor in dramski odsek. Vendar pa so kmalu pokazali svoj pravi obraz, saj so prepovedali slovensko časopisje, prehajanje čez mejo v sosednjo Kraljevino SHS ter petje slovenskih pesmi. Že od leta 1921 je Divača živela v strahu pred fašisti, ki so prebivalcem grozili s smrtjo in požigi, ob njihovem prihodu na oblast oktobra 1922, pa so se nasilje, teror in pritiski na prebivalstvo še povečali. Zaradi simpatizerjev med železničarji je imela v Divači med obema vojnama močno bazo Komunistična partija Jugoslavije, ki je bila na tem področju dejavna zlasti od leta 1932. Ob začetku druge svetovne vojne leta 1941, so, v okviru drugega tržaškega procesa, mnogo domačinov obsodili na smrt ali dolge zaporne kazni. Osvobodilna fronta je že konec junija 1941 vzpostavila zvezo z divaškimi aktivisti. Ko je Italija 8. septembra 1943 kapitulirala, so Italijani Divačo zapustili v dveh tednih.

### Divača po drugi svetovni vojni
Po drugi svetovni vojni se je razvoj Divače nadaljeval. Divača je med leti 1952 in 1958 bila samostojna občina, nakar se je priključila občini Sežana, kjer je ostala do leta 1994. Do leta 1963 je na čelu občine bil občinski ljudski odbor, nato pa ga je zamenjala občinska skupščina, sestavljena iz dveh zborov: občinskega zbora in zbora delovnih skupnosti, načeloval pa ji je predsednik. Občinska skupščina je imela sedež v Sežani, njene naloge pa so bile razvoj šolstva, vzgoja kadrov, ustvarjanje pogojev splošnega izobraževanja in kulturno rast občanov, razvoj kulturno-prosvetnih institucij, napredek tehniške kulture, zdravstveno in socialno varstvo občanov, skrb za žrtve fašističnega in vojnega nasilja, skrb za komunalne potrebe, gradnja novih stanovanj, zdravstvena zaščita živali ter dajanje pravne pomoči občanom.
Prav tako se je po drugi svetovni vojni začela razvijati industrija in Sežana je kmalu postala "gospodarska prestolnica Krasa". Leta 1947 sta bila tu ustanovljena gradbeno podjetje Kraški zidar in Avtopromet Sežana, 1949 je bila tu ustanovljena tovarna pletenin, 1953 tovarna radijskih sprejemnikov kot obrat Iskre v Kranju, 1954 Marmor kot obrat podjetja Jadran import-eksport, ki je imela tu sedež, žago ter kamnolome v Vrhovljah, Lipici in Gabrovici, ter mlekarna, ki je izdelovala tudi organska lepila, tu pa so se nahajale še poslovalnice transportnih podjetij iz Beograda, Kopra, Ljubljane in Nove Gorice, Splošno obrtno podjetje Sežana, Kmetijska zadruga Kras s 1.400 ha zemljišča, ki se je ukvarjala z gojenjem povrtnine, vzrejo bekonov in piščancev, svoje izpostave in ekonomije pa je imela tudi v Dutovljah, Dolenji vasi in Potočah pri Senožečah, Komnu, na Kozini, v Beki, Odolini, Lokvi, Senožečah, Štanjelu, Vremah in pri Večkotih. V njenem sklopu so delovale tudi mesarska, trgovska, vinarska in strojarska ekonomska enota. Vendar pa je v tem času kmetijstvo nazadovalo.
Občina Divača je bila ustanovljena 6. novembra 1994 z razdelitvijo občine Sežana na štiri manjše občine (Sežana, Komen, Divača in Hrpelje - Kozina). V bližini mesta se nahaja tudi nekdanji Grad Švarcenek.

## Lega
Občina se nahaja v jugozahodni Sloveniji in spada k Obalno-kraški regiji. Obsega Divaški Kras, Senožeško pokrajino in zahodni del Brkinov. Združuje 31 naselij in 5 krajevnih skupnosti : Divača. Senožeče, Vremski Britof, Misliče, Barka.

## Naselja v občini
Barka, Betanja, Brežec pri Divači, Dane pri Divači, Divača, Dolenja vas, Dolnje Ležeče, Dolnje Vreme, Famlje, Gabrče, Goriče pri Famljah, Gornje Ležeče, Gornje Vreme, Gradišče pri Divači, Kačiče - Pared, Kozjane, Laže, Matavun, Misliče, Naklo, Otošče, Podgrad pri Vremah, Potoče, Senadole, Senožeče, Vareje, Vatovlje, Vremski Britof, Zavrhek, Škocjan, Škoflje

## Prebivalstvo
Ob popisu leta 2001 je bila slovenščina materni jezik 3121 (81,5 %) občanom, hrvaščina 189 (4,9 %) osebam, srbohrvaščina 129 (3,4 %) osebam, srbščina 99 (2,6 %), bosanščina pa 82 (2,1 %). Neznano je za 117 (3,1)% oseb. 2075 ali 54,2 % je rimokatoličanov.
| Krajevna skupnost | Število preb. | Velikost KS (km2) |
| ----------------- | ------------- | ----------------- |
| Divača            | 1894          | 30,7              |
| Senožeče          | 1013          | 59,9              |
| Vremski Britof    | 684           | 31,5              |
| Misliče           | 137           | 15,3              |
| Barka             | 101           | 10,2              |

Popis 2002